# マックスウィニー
マックスウィニー(英:Mac Swiney)は、アイルランドで生産・調教されていた競走馬である。
主な勝ち鞍は2020年フューチュリティトロフィー、2021年アイリッシュ2000ギニー。

## 戦績

### 2歳（2020年）
6月28日カラ競馬場の未勝利戦（芝7ハロン）でデビューし5着。2戦目で初勝利を挙げるも、重賞初挑戦となったG3タイロスステークスはブービーの9着と惨敗する。8月22日のG2フューチュリティステークスでは7番人気の低評価を覆し重賞初勝利を果たした。続くヴィンセントオブライエンステークスではサンダームーンの8着に終わったが、10月24日のフューチュリティトロフィーでは好位追走から残り1ハロン付近で抜け出すと最後は1番人気ワンルーラーに3/4馬身差つけてG1競走初制覇を果たした。

### 3歳（2021年）
5月9日のG3アイリッシュダービートライアルステークスで始動したが勝ち馬ボリショイバレエから6馬身差の4着に敗れる。5月22日のアイリッシュ2000ギニーでは好スタートからハナを奪うと、最後は好位追走から追い上げてきた英2000ギニー馬ポエティックフレアとの競り合いを頭差で制して逃げ切り勝ちを収めた。続く英ダービーではアダイヤーの4着、アイリッシュダービーではハリケーンレーンの6着に終わった。この後、古馬との初挑戦となったインターナショナルステークスでは好スタートからハナを奪い逃げるも直線で失速し5着、9月11日のG2ブーメランマイルでは11着と不振が続いた。10月16日のチャンピオンステークスでは7番人気と評価を落としていたが、シリウェイの3着と好走した。12月12日の香港カップではボリショイバレエとカーインスターとともにレース序盤は入れ代わり立ち代わり先頭に立つも3コーナーで失速して12着と殿負けに終わった。

### 4歳（2022年）～5歳（2023年）
5月22日のタターソールズゴールドカップで始動したがブービーの7着。6月のG3アイリッシュインターナショナルステークスで4着ののち、10月15日のチャンピオンステークスではベイブリッジの8着に敗れたのを最後に現役を引退した。2023年1月からはゴフスセールで種牡馬としての売却を探していたが取引が成立できず、同年11月29日に2024年よりアイリッシュナショナルスタッドで種牡馬入りすることが発表された。

## 血統表
| マックスウィニーの血統       | マックスウィニーの血統             | マックスウィニーの血統             | （血統表の出典）                   | （血統表の出典） |
| 父系                         | サドラーズウェルズ系               | サドラーズウェルズ系               | サドラーズウェルズ系               |                  |
| 父 New Approach 2005 栗毛    | 父の父Galileo 1998 鹿毛            | Sadler's Wells                     | Northern Dancer                    | Northern Dancer  |
| 父 New Approach 2005 栗毛    | 父の父Galileo 1998 鹿毛            | Sadler's Wells                     | Fairy Bridge                       |                  |
| 父 New Approach 2005 栗毛    | 父の父Galileo 1998 鹿毛            | Urban Sea                          | Miswaki                            | Miswaki          |
| 父 New Approach 2005 栗毛    | 父の父Galileo 1998 鹿毛            | Urban Sea                          | Allegretta                         |                  |
| 父 New Approach 2005 栗毛    | 父の母Park Express 1983 黒鹿毛     | Ahonoora                           | Lorenzaccio                        | Lorenzaccio      |
| 父 New Approach 2005 栗毛    | 父の母Park Express 1983 黒鹿毛     | Ahonoora                           | Helen Nichols                      |                  |
| 父 New Approach 2005 栗毛    | 父の母Park Express 1983 黒鹿毛     | Matcher                            | Match                              | Match            |
| 父 New Approach 2005 栗毛    | 父の母Park Express 1983 黒鹿毛     | Matcher                            | Lachine                            |                  |
| 母 Halla Na Saoire 2010 栗毛 | 母の父Teofilo 2004 鹿毛            | Galileo                            | Sadler's Wells                     | Sadler's Wells   |
| 母 Halla Na Saoire 2010 栗毛 | 母の父Teofilo 2004 鹿毛            | Galileo                            | Urban Sea                          |                  |
| 母 Halla Na Saoire 2010 栗毛 | 母の父Teofilo 2004 鹿毛            | Speirbhean                         | *デインヒル                        | *デインヒル      |
| 母 Halla Na Saoire 2010 栗毛 | 母の父Teofilo 2004 鹿毛            | Speirbhean                         | Saviour                            |                  |
| 母 Halla Na Saoire 2010 栗毛 | 母の母Siamsa 1997 黒鹿毛           | Quest For Fame                     | Rainbow Quest                      | Rainbow Quest    |
| 母 Halla Na Saoire 2010 栗毛 | 母の母Siamsa 1997 黒鹿毛           | Quest For Fame                     | Aryenne                            |                  |
| 母 Halla Na Saoire 2010 栗毛 | 母の母Siamsa 1997 黒鹿毛           | Amoura                             | Northfields                        | Northfields      |
| 母 Halla Na Saoire 2010 栗毛 | 母の母Siamsa 1997 黒鹿毛           | Amoura                             | Visala                             |                  |
| 母系(F-No.)                  | (FN:13-c)                          | (FN:13-c)                          | (FN:13-c)                          | [ § 2 ]          |
| 5代内の近親交配              | Galileo 2×3、Northern Dancer 4×5･5 | Galileo 2×3、Northern Dancer 4×5･5 | Galileo 2×3、Northern Dancer 4×5･5 | [ § 3 ]          |
| 出典                         | 1. 2. 3.                           | 1. 2. 3.                           | 1. 2. 3.                           | 1. 2. 3.         |